# Dodge Durango
La Dodge Durango est une automobile, de type SUV, fabriquée par le constructeur américain Dodge, filiale de Chrysler (entreprise) puis de Fiat Chrysler Automobiles. Les deux premières générations du Dodge Durango sont basées dans leur fabrication sur le SUV Dodge Dakota, partageant notamment la conception sur châssis et leur assemblage à l'usine de Newark, dans le Delaware. Ces deux premières générations diffèrent dans leur format, la première génération étant considérée comme un modèle compact tandis que la deuxième génération est un SUV de format classique.
La troisième génération est basée sur le Jeep Grand Cherokee : contrairement aux deux premières générations, le châssis est intégré à la carrosserie (châssis-coque) et les voitures sont assemblées à l'usine de Jefferson North, à Détroit, dans le Michigan.
En 2014, le Dodge Durango est vendu aux États-Unis, au Canada, au Mexique, en Colombie et au Pérou.

## Première génération (1998–2003)
Le Durango a été commercialisé en tant que SUV robuste basé sur un pick-up, conçu pour accueillir jusqu'à sept passagers et remorquer jusqu'à 3 400 kg (3 500 kg) lorsqu'il est correctement équipé. Le Durango partageait une partie avant, un tableau de bord et des sièges avant avec le pick-up Dakota sur lequel il reposait. Les conceptions originales du Durango pour huit passagers comportaient une troisième rangée faisant face à l'arrière, semblable à de nombreuses voitures familiales plus anciennes. Pour faire place à une troisième rangée plus pratique faisant face à l’avant, Dodge a raccourci la longueur des portes avant et relevé le toit à 5 cm au-delà des sièges avant. Les barres de toit du Durango ont été conçues pour masquer l'apparence du toit surélevé.
Le V8 Magnum de 4,7 L a remplacé le V8 Magnum de 5,2 L en 2000; toutefois, le 5.2 était encore disponible dans les modèles du début des années 2000. La même année, une version de performance AWD spéciale appelée R/T est sortie avec un V8 5,9 L Magnum. En 1999 et 2000, une version Shelby S.P.360 à édition limitée, comprenant une version suralimentée du moteur V8 de 5,9 L Magnum, était proposée. La puissance de sortie est de 360 ch et 559 N m de couple. Les modifications extérieures incluent des roues, des pneus, une suspension et des pare-chocs uniques. Il était vendu avec la peinture bleue Viper avec deux bandes de course au centre du camion. Il exécute le 0 à 100 km/h en 7,1 secondes. La vitesse maximale est de 229 km/h.

### Changements par année

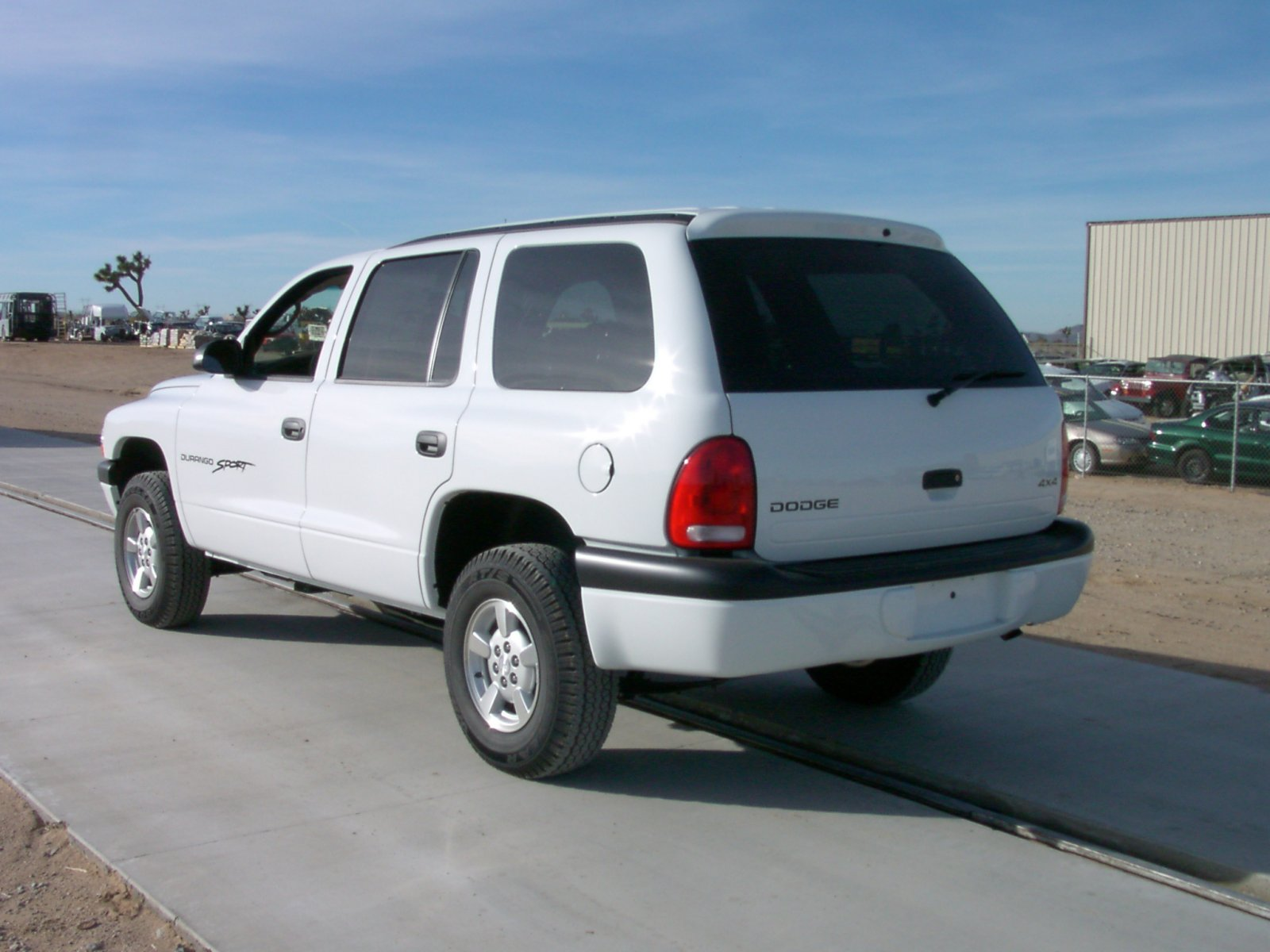
Dodge Durango Sport de 2001

Pour 1999, le Durango était vendu avec deux roues motrices. Un moteur V6 Magnum de 3,9 L était disponible, mais peu ont été vendus. Des modifications mineures ont été apportées pour la deuxième année. Deux nouvelles couleurs de peinture et des options sont disponibles, notamment des rétroviseurs chauffants de 6 x 9 pouces (150 mm × 230 mm) et des commandes de radio au volant. Les sièges en cuir sont devenus standard sur les modèles SLT Plus et les extensions d'ailes couleur carrosserie sont devenus standard sur les modèles SLT Plus et à quatre roues motrices.
L'année 2000 comprenait un nouveau moteur V8 de 4,7 litres Magnum, qui remplaçait le très fiable V8 de 5,2 litres Magnum comme moteur standard des modèles à quatre roues motrices. Le moteur V6 Magnum de 3,9 L n'était plus disponible, ne laissant que des V8 pour le reste de la production. La Durango R/T à hautes performances est équipée d’un V8 Magnum de 5,9 L et de la traction intégrale.
En 2001, Dodge s'est concentré sur les améliorations intérieures, car les panneaux de garniture intérieure, les commandes montées sur le tableau de bord, le tableau de bord, la console au pavillon et le volant du Durango ont tous été redessinés. Le sélecteur de boîte de transfert sur les modèles 4X4 est passé d’un levier manuel sur la console à un commutateur sur le tableau de bord. Le tableau de bord a été mis à jour et un centre d'information électronique du véhicule a été intégré à la console de pavillon. Pour améliorer le confort des passagers arrière, un système de climatisation à deux zones a été ajouté en équipement standard. Les systèmes audio ont été améliorés sur tous les modèles et sont désormais livrés en standard avec les haut-parleurs SX. Les autres modifications mineures comprennent: les panneaux de porte, les sièges révisés, les roues en aluminium et les modifications mineures apportées aux options de finition.
En 2002, la nouvelle version SXT du Durango a été proposée en tant que package de finition de base. Des airbags latéraux en option ont été ajoutés pour des raisons de sécurité. Le Durango de 2003 comportait de légères modifications mécaniques, notamment l’ajout de freins à disque aux quatre roues.
En 1999, les V8 4RM 5,2L et V8 4RM 5,9L détiennent les meilleurs résultats en crash test de cette année pour le Durango, avec une note totale de 6,8 sur 10.

### Moteurs
- 1997-2000 - V8 Magnum de 5,2 L, 230 ch et 407 N m de couple
- 1997–2000 - V6 Magnum de 3,9 L, 175 ch et 305 N m de couple
- 1997-2003 - V8 Magnum de 5,9 L, 245 ch et 449 N m de couple
- 1999–2000 - V8 Magnum de 5,9 L, suralimenté de 360 ch et de 559 N m de couple
- 2000–2003 - V8 Magnum de 5,9 L, 250 ch et 469 N m
- 2000–2003 - V8 PowerTech de 4,7 L, 235 ch et 400 N m de couple

## Deuxième génération (2004–2009)

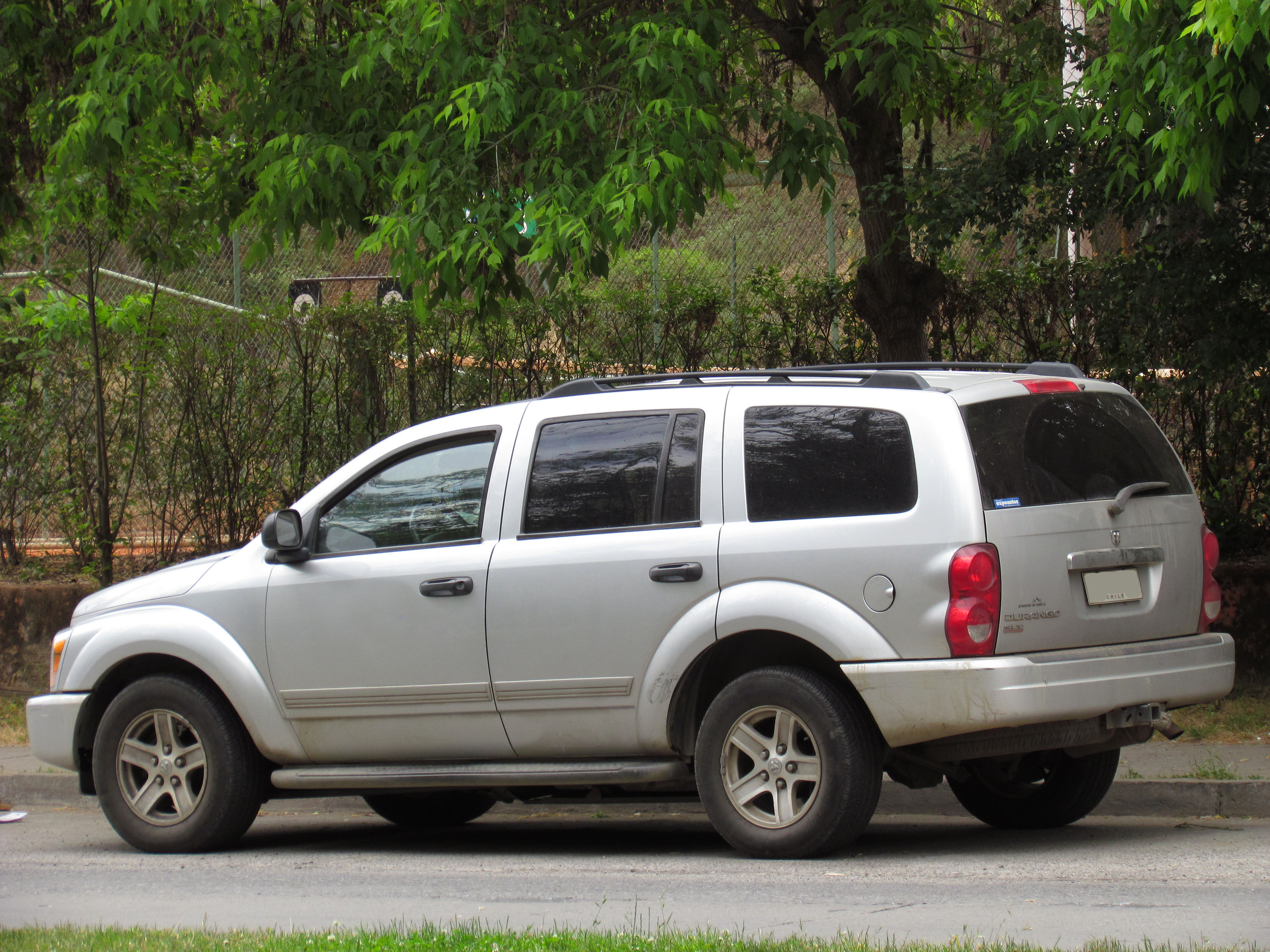
Dodge Durango SLT de 2005 (pré-facelift)

Le Durango de deuxième génération a été présentée pour la première fois sous le nom de concept Dodge Durango R/T au Salon de l’automobile de Detroit en 2003. Il a fait ses débuts peu de temps avant le nouveau Dakota. Comme le Dakota, il a beaucoup en commun avec le grand pick-up Dodge Ram. Il mesure 180 mm de plus, 51 mm de large et 76 mm de plus que le modèle précédent. Il proposait également une banquette en troisième rangée avec trois places, ce qui lui donnait une capacité de huit places. Le design s'inspire principalement du concept Dodge Powerbox, lui-même basé sur le concept Dodge Power Wagon de 1999, et du concept R/T Durango 2003-2004.
En 2004, une nouvelle suspension arrière à ressort hélicoïdal a été lancée pour le solide essieu arrière. Un système de liaison Watt est monté sur l'essieu arrière, ce qui permet de centrer l'essieu et de réduire le patin arrière sur les surfaces rugueuses, tout en permettant un plancher de chargement plus bas et plus large.

### Moteurs
- 2004–2009 - V6 Magnum 3,7 L de 210 ch à 5 200 tr/min et de 319 N m à 4 000 tr/min.
- 2004–2007 - V8 Magnum 4,7 L de 235 ch à 4 500 tr/min et de 407 N m à 3 600 tr/min.
- 2008-2009 - V8 Corsair 4,7 L de 303 ch à 5 650 tr/min et de 447 N m à 3 950 tr/min.
- 2004–2008 - V8 Hemi 5,7 L de 335 ch à 5 200 tr/min et de 502 N m à 4 200 tr/min (équipé d'un système MDS pour les moteurs 2006+)
- 2009 - V8 Hemi 5,7 L de 376 ch à 5 200 tr/min et de 544 N m.
- 2009 - V8 Hemi Hybride 5,7 L de 399 ch à 5 200 tr/min et de 529 N m.

## Troisième génération (2010– )
La troisième génération du Durango est présentée en 2010. Une sérieuse mise à jour sur le plan technique et esthétique. Les feux à LED à arrière reprennent le dessin du circuit d’essais Dodge aux US. Construite sur la même base que la Jeep Grand Cherokee, elle reçoit les mêmes moteurs : 3.6 V6 Pentastar 280 ch , V8 5.7 Hemi 390 ch existant en finitions SXT, ou sportives GT et R/T (jantes 20 pouces, suspension sport, sièges brodés...). Il faut attendre 2017 pour que Dodge sorte une version SRT avec le 6.4 475 ch. Capot sculpté, suspension réglable, échappement modifié et freinage Brembo le caractérisent. Les transmissions sont également les mêmes, avec palettes au volant pour reprendre la main sur les versions vitaminées.
Le Dodge se différencie de son cousin Jeep par ses 7 places de série.